# Hypsiboas fuentei
Hypsiboas fuentei är en groddjursart som först beskrevs av Coleman J. Goin 1968.  Hypsiboas fuentei ingår i släktet Hypsiboas och familjen lövgrodor. IUCN kategoriserar arten globalt som otillräckligt studerad. Inga underarter finns listade i Catalogue of Life.